# マーシャル・プロジェクト
マーシャル・プロジェクト（英:The Marshall Project）とは、アメリカ合衆国の非営利・独立系の報道機関である。アメリカ合衆国の刑事司法に関する報道に特化した報道機関であり、インターネットで記事を発表している。会長は大手ヘッジファンド出身のニール・バースキーであり、編集主幹はニューヨーク・タイムズの元編集長ビル・ケラーである。

## 歴史
2013年11月、ニール・バースキーは刑事司法に特化した報道機関を思いつき、ニューヨーク・タイムズの自分のOp-ed記事の執筆者紹介欄にプロジェクトの簡単な説明とウェブサイトのアドレスを掲載した。数週間の間に刑事司法に関心を持つ寄付団体がこのプロジェクトに資金援助を申し出たので、バースキーはそれらの団体と提携した。ビル・ケラーは2003年7月から2011年9月まで約8年間に渡ってニューヨーク・タイムズの編集長を務めた人物であり、2014年2月にプロジェクトに加わった。2014年8月、プロジェクトはワシントン・ポストと共に調査報道を行い、最初の記事がプロジェクトとワシントン・ポストのウェブサイトに掲載された。10月にはスレート・マガジンと共に調査報道を行い、11月にプロジェクトが正式に始まった。2014年の報道によると、プロジェクトの年間予算は500万ドルを見込んでおり、資金の2割をバースキーが出資していると言う。2015年2月現在、プロジェクトには21人の常勤記者が居り、約1万人の読者に毎日メールで記事の更新を通知している。2016年、常勤記者のケン・アームストロングがピューリッツァー賞を受賞した。

## 出資者
2016年8月現在、プロジェクトにはフォード財団やマッカーサー基金など26団体が出資している。

## 報道内容
2016年8月12日の報道内容は以下のようなものだった。
Kentucky Judge Amber Wolf On Her Newfound Internet Stardomパンツを履かせてもらえないという受刑者の訴えに激怒して対応を要求するケンタッキー州のアンバー・ウルフ判事の動画。
The Obama Criminal Justice Reforms That Trump Could Undoドナルド・トランプが取り消す可能性があるオバマ政権の刑事司法改革。銃器購入時の身元確認、非暴力的な麻薬犯罪などの長期受刑者に対する減刑、非暴力的な麻薬犯罪に対する起訴の軽減、バンザボックス（求職者に犯罪歴を尋ねることを禁止）、独房の使用制限、警察の軍隊化の禁止、公費による受刑者への大学教育。
Merger Put on Hold for Prisoner Transportation Company Facing Federal Scrutiny警察と契約して容疑者や逃亡者を移送する民間身柄引き渡し会社は移送者の死亡・逃亡・交通事故・虐待が多発しているので、コレクションズ・コーポレイション・オブ・アメリカとPTS of Americaの合併申請を連邦政府が保留。
Why is Arkansas Flailing in Juvenile Justice?少年院で虐待が蔓延するなどの問題を抱えたアーカンソー州の少年司法制度の劣化の原因は民間刑務所運営会社同士の談合であり、改革に対する抵抗勢力である。